# Caccobius croceocinctus
Caccobius croceocinctus е вид бръмбар от семейство Листороги бръмбари (Scarabaeidae).

## Разпространение и местообитание
Видът е разпространен в Кения.
Обитава наводнени райони, песъчливи и гористи местности, ливади, пасища, плата и езера.